# じんじん (原由子の曲)
「じんじん」（英語: JIN JIN）は、原由子の楽曲。自身の12作目のシングルとして、タイシタレーベルから8cmCDで1991年5月29日に発売された。
1998年2月25日に8cmCDで再発売されている。2016年12月12日からは主要配信サイトにてダウンロード配信、2019年12月20日からはストリーミング配信が開始されている。

## 背景
前作「ハートせつなく」から約2か月ぶりとなる作品で、アルバム『MOTHER』の先行シングル。

## 収録曲
- 収録時間：6:58[4]

1. じんじん (2:55)
（作詞・作曲：桑田佳祐 / 編曲：小林武史 & 桑田佳祐）
ホンダ「ビート」CMソング。
原はこの曲では美空ひばりの「真っ赤な太陽」を意識した歌唱をしている[5]。
音楽番組ではハンドマイクを持っての歌唱をした[6]。
テレビ朝日系音楽番組『ミュージックステーション』で披露されている[7]。
2. 使い古された諺を信じて (4:03)
（作詞：桑田佳祐 / 作曲・編曲：小林武史）
自身出演のカシオ「Celviano」CMソング。

## 参加ミュージシャン
- じんじん
  - 原由子:Lead Vocals
  - 小林武史:Keyboards
  - 角谷仁宣:Computer Operation
  - 佐橋佳幸:Guitars
  - 小倉博和:Guitars
  - 根岸孝旨:Bass
  - 小田原豊:Drums
  - 今野多久郎:Percussion
  - 桑田佳祐:Backing Vocals
- 使い古された諺を信じて
  - 原由子:Lead Vocals
  - 小林武史:Keyboards
  - 角谷仁宣:Computer Operation
  - 佐橋佳幸:Guitars
  - 小倉博和:Guitars
  - 小田原豊:Drums
  - 中島オバヲ:Percussions
  - 桑田佳祐:Backing Vocals
  - 前田康美:Backing Vocals

## 収録アルバム
| 曲名                   | 作品名     |
| ---------------------- | ---------- |
| じんじん               | MOTHER     |
| じんじん               | Loving You |
| じんじん               | ハラッド   |
| 使い古された諺を信じて | MOTHER     |

## ミュージック・ビデオ収録作品
| 曲名                   | 作品名  | 備考                                                                  |
| ---------------------- | ------- | --------------------------------------------------------------------- |
| じんじん               | Harvest | アルバム『婦人の肖像 (Portrait of a Lady)』の初回限定盤A・Bのみ収録。 |
| 使い古された諺を信じて | 未収録  |                                                                       |